# Divisão N.º 5 (Terra Nova e Labrador)
A Divisão N.º 5 é uma das onze divisões do censo da província canadense de Terra Nova e Labrador, compreende as áreas da província chamadas de Humber Valley, Bay of Islands e White Bay. Como todas as divisões do censo em Terra Nova e Labrador, mas ao contrário das divisões do censo de algumas outras províncias, a divisão existe apenas como uma divisão estatística para os dados do censo, e não é uma entidade política.
No Censo de 2011 do Canadá, a divisão tinha uma população de 41004 habitantes e uma área de terra de 10365,63 km2.